# Michelle Williams (skådespelare)

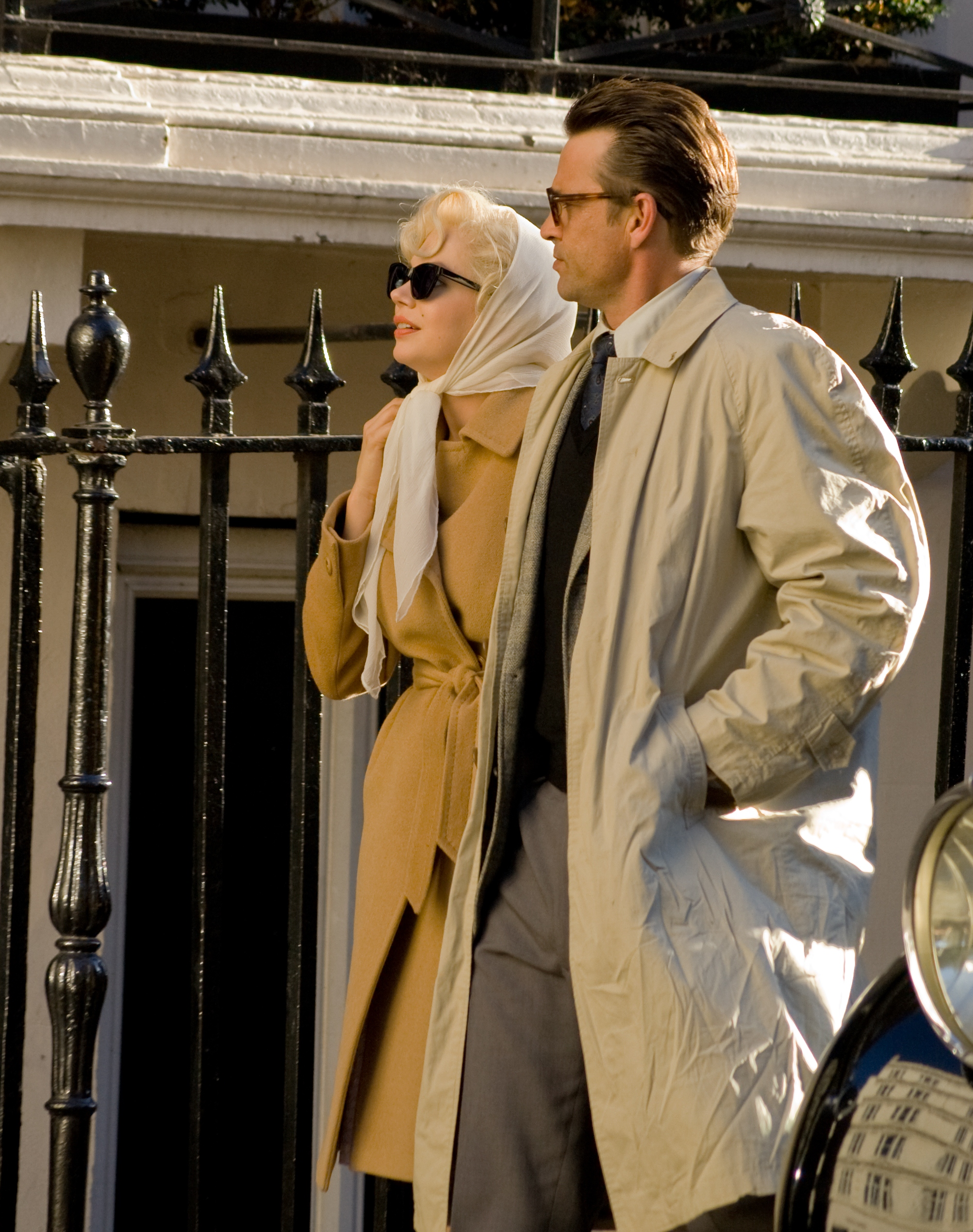
Michelle Williams i rollen som Marilyn Monroe i filmen My Week with Marilyn

Michelle Williams, född 9 september 1980 i Kalispell, Montana, är en amerikansk skådespelare. 
Williams slog igenom med rollen som Jennifer ”Jen” Lindley i ungdomsserien Dawsons Creek. För rollen som den förbisedda hustrun Alma i filmen Brokeback Mountain nominerades hon till en Golden Globe och en Oscar för bästa kvinnliga biroll år 2006. 2011 blev hon nominerad till både en Oscar och en Golden Globe för bästa kvinnliga huvudroll för rollen som Cindy i filmen Blue Valentine (2010). 2011 vann hon en Golden Globe för sin gestaltning av Marilyn Monroe i filmen My Week with Marilyn. År 2019 gestaltade hon Gwen Verdon i miniserien Fosse/Verdon. Rollen gav henne en Emmy Award i kategorin Bästa kvinnliga huvudroll i en miniserie.

## Privatliv
Michelle Williams var tillsammans med skådespelaren Heath Ledger från 2004 till 2007. De möttes under inspelningen av Brokeback Mountain, där Ledger spelade hennes man. Tillsammans fick de en dotter, född 2005. Paret separerade i september 2007. Hon befann sig i Trollhättan och spelade in Lukas Moodyssons engelskspråkiga film Mammut då hon fick kännedom om Ledgers död i januari 2008. Mellan 2018 och 2019 var Williams gift med musikern Phil Elverum. År 2019 förlovade hon sig med regissören Thomas Kail. Paret gifte sig 2020 och tillsammans har de tre barn födda 2020, 2022 respektive 2025. Det yngsta barnet föddes via surrogat.

## Filmografi i urval
- 1995 – Species
- 1998 – Alla helgons blodiga natt - 20 år senare
- 1998–2003 – Dawsons Creek (TV-serie)
- 1999 – But I'm a Cheerleader
- 2000 – Mitt liv, mitt val 2 (TV-film)
- 2001 – Prozac Nation
- 2003 – Station Agent
- 2004 – Imaginary Heroes
- 2005 – Brokeback Mountain
- 2007 – I'm Not There
- 2008 – Wendy and Lucy
- 2008 – Blown Apart
- 2008 – Synecdoche, New York
- 2009 – Mammut
- 2010 – Shutter Island
- 2010 – Blue Valentine
- 2010 – Meek's Cutoff
- 2011 – My Week with Marilyn
- 2012 – Take This Waltz
- 2013 – Oz: The Great and Powerful
- 2015 – Suite Française
- 2016 – Manchester by the Sea
- 2016 – Certain Women
- 2017 – The Greatest Showman
- 2018 – Venom
- 2019 – Fosse/Verdon (TV-serie)
- 2022 – The Fabelmans
- 2025 – Dying for Sex (TV-serie)